# Johann Dietrich Findorff
Johann Dietrich Findorff (* 22. März 1722 in Lauenburg/Elbe; † 3. Mai 1772 in Ludwigslust) war Hofmaler und Grafiker der mecklenburg-schwerinschen Herzöge zunächst in Schwerin und später in Ludwigslust.

## Leben

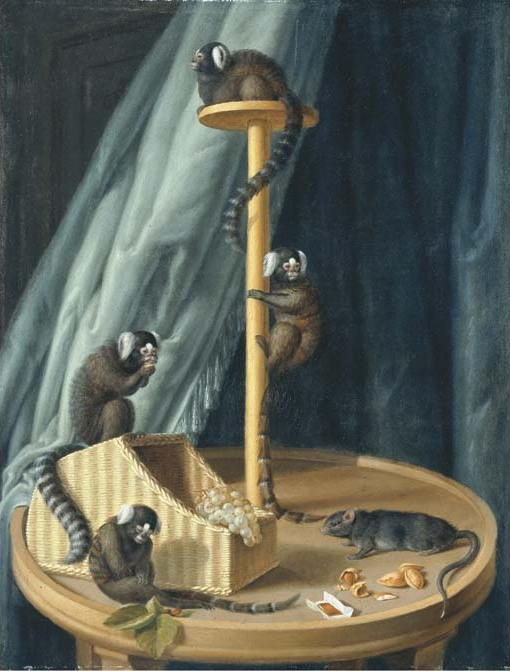
Stillleben mit Pinseläffchen

Johann Dietrich Findorff wurde als Sohn des Ratstischlers Hinrich Möller in Lauenburg an der Elbe geboren. Dieser nannte sich laut Kirchbuch ab 1720 „Findorff“. Wie auch sein älterer Bruder Jürgen Christian Findorff (1720–1792), der später als Moorkolonisator bekannt wurde, erlernte er zunächst bei seinem Vater das Tischlerhandwerk. Anschließend ging er im Jahre 1740 auf Wanderschaft und kam so 1742 auch nach Schwerin. Hier arbeitete er beim Hoftischler Sievert am Hofe des damaligen Herzogs von Mecklenburg Christian Ludwig II. Durch die Qualität seiner künstlerischen und handwerklichen Arbeiten fand er Beachtung am Hof und wurde im Jahre 1747 fest angestellt. In dieser Zeit fertigte er zunächst noch Kopien niederländischer Gemälde des 17. Jahrhunderts an bzw. ahmte sie nach. Er entwickelte aber zunehmend einen eigenen Stil. Sein erstes eigenständiges Gemälde fällt wohl in das Jahr 1750.
Nach dem Tod des Herzogs stand Findorff weiter im Dienste der mecklenburgischen Herzöge, nun unter dem neuen Herzog Friedrich gen. der Fromme. Dieser verlegte im Jahr 1763 seine Residenz ins 40 km südlich von Schwerin gelegene Schloss Ludwigslust (Residenz bis 1837). Johann Dietrich Findorff folgte dem Hof 1764 und siedelte ebenfalls nach Ludwigslust über. Hier malte er hauptsächlich im Auftrage des Herzogs Szenen aus und um Ludwigslust, wie auch die neu geschaffenen Garten- und Parkanlagen vom Schloss Ludwigslust. Daneben war er mit Dekorationsmalerarbeiten in den neu entstehenden Residenzgebäuden betraut. Er erarbeitete sich eine große Meisterschaft in der Ätztechnik, mit der er auch überregional Bedeutung erlangte.

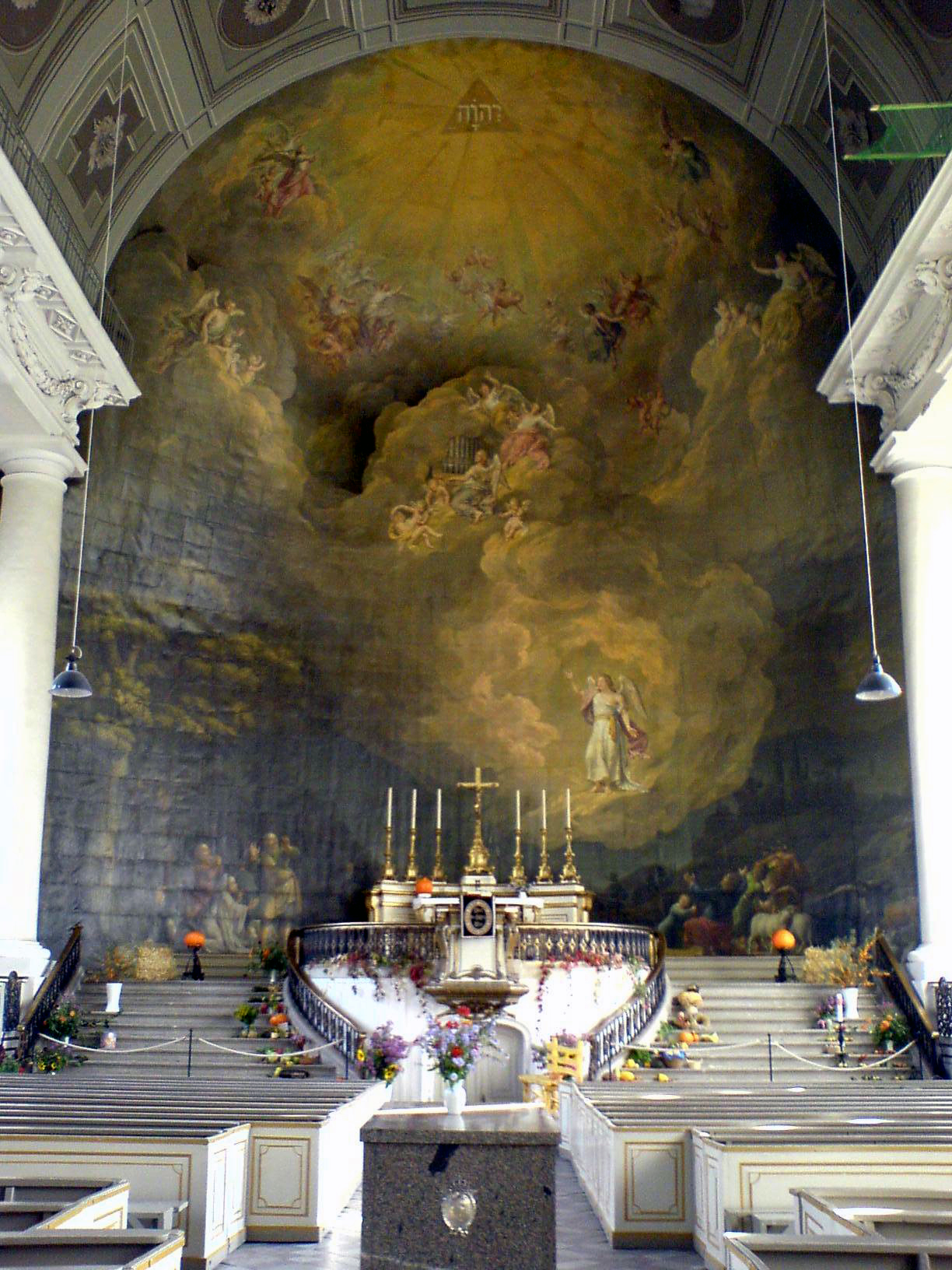
Altargemälde in der Stadtkirche von Ludwigslust

1770 bekam er dann schließlich den Auftrag für die Ausgestaltung des riesigen Altargemäldes in der neuen Hofkirche (heute Stadtkirche) von Ludwigslust. Der Entwurf für das heute zu sehende Gemälde „Verkündigung der Geburt Christi an die Hirten“, wie auch die Ausführung des oberen Teils des Gemäldes geht auf Johann Dietrich Findorff zurück. Die Fertigstellung im Jahre 1800 durch seinen Nachfolger Johann Heinrich Suhrlandt, erlebte er nicht mehr. Findorff starb im Jahre 1772 in Ludwigslust, nur zwei Jahre nach der Auftragserteilung.
Heute befinden sich der Großteil der Werke Findorffs in den Sammlungen des Staatlichen Museums Schwerin.

## Ausstellungen
- 2012: Die Findorffbrüder – Ausstellung vom 18. März bis 30. September 2012 in der Kunstschau Lilienthal der Lilienthaler Kunststiftung in Lilienthal (bei Bremen)[2]